# Espanola, Ontario
Espanola är en ort i Kanada.   Den ligger i provinsen Ontario, i den sydöstra delen av landet, 500 km väster om huvudstaden Ottawa. Espanola ligger 204 meter över havet och antalet invånare är 4 682.
Terrängen runt Espanola är platt. Trakten är glest befolkad. Det finns inga andra samhällen i närheten. 